# Himopapain
Himopapain (EC 3.4.22.6, himopapain A, himopapain B, himopapain S) je enzim. Ovaj enzim katalizuje sledeću hemijsku reakciju
Slična reakcija sa reakcijom papaina
Ovaj enzim je glavna endopeptidaza lateksa papaje (Carica papaya).

## Spoljašnje veze
- Chymopapain на 